# KV35
Ngôi mộ KV35 là một ngôi mộ Ai Cập cổ nằm trong Thung lũng của các vị Vua ở Luxor, Ai Cập. Nó đã được phát hiện bởi Victor Loret trong tháng 3 năm 1898 và có một ngôi mộ của Amenhotep II.

## Bố trí và lịch sử
Nó có chứa họa tiết của một con chó hình dạng chân điển hình của Vương triều 18. Phòng chôn cất có hình chữ nhật và chia thành các phần trên và dưới, với phần dưới đang cất giữ các quan tài của nhà vua. Phong cách của phòng chôn cất này đã trở thành 'chuẩn' cho cách chôn cất của hoàng gia sau này, cho cả thời kỳ Tân Vương quốc.

Sau đó, những ngôi mộ đã được dùng như một nơi đặt xác ướp. Xác ướp thuộc người đời sau đã được chuyển đến đây. Khoảng thời gian niên đại đã được xác định bởi chữ khắc trên đá, trên quan tài của họ và lọ chôn cất đồ liệm:

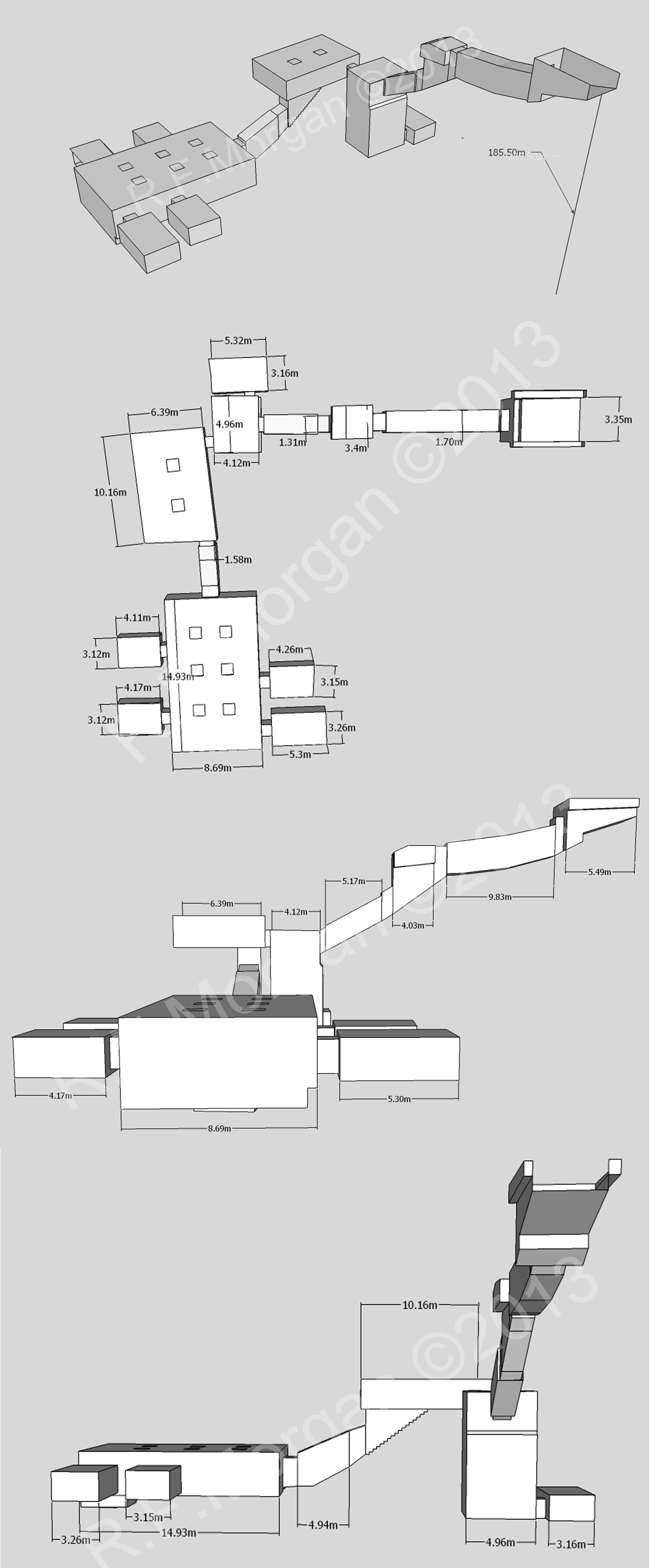
Hình ảnh của KV35 lấy từ một mô hình 3d

- Amenhotep II (ban đầu xác ướp được tìm thấy trong quan tài còn nguyên vẹn)

Trong phòng chôn:
- Thutmosis IV
- Amenhotep III
- Merneptah
- Seti II
- Siptah
- Ramesses IV
- Ramesses V
- Ramesses VI
- Nữ hoàng Tiye, những người đã được xác định trong tháng 2 năm 2010 qua thử nghiệm DNA.
- Webensenu, con trai của Amenhotep II.
- Một hoàng tử, xác định như Webensenu, con trai của Amenhotep II có quan tài đã được tìm thấy trong ngôi mộ vốn là của Amenhotep III và con trai ông.
- Và một số xác ướp khác cũng được tìm thấy.